# Велике Кузьмино
Велике Ку́зьмино (рос. Большое Кузьмино, ерз. Большое Кузьмино) — село у складі Ардатовського району Мордовії, Росія. Входить до складу Куракінського сільського поселення.

## Населення
Населення — 168 осіб (2010; 204 у 2002).
Національний склад (станом на 2002 рік):
- росіяни — 93 %